# Saint-Oradoux-de-Chirouze
Saint-Oradoux-de-Chirouze – miejscowość i gmina we Francji, w regionie Nowa Akwitania, w departamencie Creuse.
Według danych na rok 1990 gminę zamieszkiwało 55 osób, a gęstość zaludnienia wynosiła 2 osoby/km² (wśród 747 gmin Limousin Saint-Oradoux-de-Chirouze plasuje się na 536. miejscu pod względem liczby ludności, natomiast pod względem powierzchni na miejscu 201.).